# ニューゴッズ
ニューゴッズ（英: New Gods）は、DCコミックスの出版するアメリカン・コミックスに登場する架空の種族、及びコミックのタイトル。ジャック・カービーによって創造され、1971年の"New Gods #1"で初登場した。

## 概要
ニューゴッドはニュージェネシスとアポコリプスという双子の惑星を起源とするヒューマノイド型の生命体で、通常の時空を超えた領域に存在している。ニュージェネシスは、手つかずの森や山や川がある牧歌的な惑星で、慈悲深いハイファーザーが統治している。一方、アポコリプスは、機械や火の海がある汚染され荒廃した悪夢のような惑星で、暴君ダークサイドが統治している。
この2つの惑星は、かつてはウルグルントと呼ばれる1つの惑星であった。古の神々は大戦争を起こしラグナロクによって終焉を迎え、破滅的な戦いによって惑星は分裂する。それぞれの惑星で新しい生命が誕生し、ニュージェネシスとアポコリプスの両方でニューゴッドが出現した。ニューゴッドは宇宙の原始のエネルギーと優れたテクノロジーの発展によって、遺伝子の安定と究極の進化を経た存在となった。
イザヤの妻であるアビアがステッペンウルフによって殺害されたのをきっかけにニュージェネシスとアポコリプスとの間で紛争が起き、ダークサイドがそれを焚きつけ惑星間の戦争が始まった。この戦いで双方に壊滅的な被害をもたらし、ハイファーザーの称号を得たイザヤとダークサイドの間で、戦争を終わらせるために互いの後継者を交換するという休戦協定が結ばれる。
しかしその後、ダークサイドが休戦協定を破り、宇宙のあらゆる生物を支配することができる「反生命方程式」を求めて地球人の拉致や地球への侵略を始める。そうして、地球を舞台にアポコリプスとニュージェネシスの対立が再び始まった。

## 書誌情報
| タイトル                      | 収録内容 | 刊行日     | ISBN           |
| ----------------------------- | --- | ---------- | -------------- |
| Jack Kirby's New Gods         | New Gods Vol.1 #1-11 | 1997年12月 | 978-1563893858 |
| Tales of the New Gods         | Mister Miracle Special, Jack Kirby's Fourth World #2-20, Orion #3-4, #6-8, #10, #12, #15, #18-19                                    | 2008年1月  | 978-1401216375 |
| Death of the New Gods         | Death of the New Gods #1-8 | 2008年9月  | 978-1401218393 |
|                               | |            |                |
| New Gods by Jack Kirby        | New Gods Vol.1 #1-11, New Gods Vol.2 "Even Gods Must Die", The Hunger Dogs                                                          | 2018年9月  | 978-1401281694 |
| New Gods by Gerry Conway      | New Gods Vol.1 #12-19, 1st Issue Special #13, Super-Team Family #15, Adventure Comics #459-#460, Justice League of America #183-185 | 2020年4月  | 978-1779500809 |
|                               | |            |                |
| New Gods Book One: Bloodlines | New Gods Vol.3 #1-14 | 2021年4月  | 978-1401299736 |